# Cinderella Man (serie de televisión)
Cinderella Man (en hangul, 신데렐라맨) también conocida en español como El hombre Cenicienta  es una serie de televisión surcoreana emitida originalmente durante 2009 y protagonizada por Kwon Sang Woo y Yoona de Girls' Generation.
Fue emitida por MBC desde el 15 de abril hasta el 4 de junio de 2009, con una longitud de 16 episodios emitidos los días miércoles y jueves a las 21:55 (KST). La serie es acerca de dos hermanos gemelos que poseen vidas opuestas.

## Sinopsis
Cuando el insolente, pícaro huérfano Oh Dae San, quién se gana la vida copiando diseñadores de moda, y el nieto apático del imperio de la moda, Lee Joon Hee se encuentran por casualidad un día; los dos hombres se dan cuenta de que se parecen y ven la oportunidad de librarse cada uno. Presionado por su hermanastro y madrastra para que renuncie a los negocios que le pertenecen a su abuela, Ju Hee quiere investigar secretamente los antecedentes de su familia, por lo que decide contratar a Dae San para distraer la atención por un día.
Dae San, resistiéndose a la idea, se ha involucrado en las dificultades financieras de la hija de una amiga recién fallecida y hará lo que sea para ayudarla. Lo que empieza como un trato de un solo día, se convertirá en algo más profundo y complicado, cuando surjan secretos sobre la verdadera conexión entre ellos.

## Reparto

### Personajes principales
- Kwon Sang Woo como Oh Dae San / Lee Joon Hee.
- Yoona como Seo Yeo Jin.
- Han Eun Jung como Jang Se Eun.
- Song Chang Ui como Lee Jae Min.

### Personajes secundarios
Sophia apparel
- Jung Hye Sun como Kang Joo Wok.
- Yoo Hye Ri como Oh Sun Young.
- Ahn Suk Hwan como Mayordomo.
- Jung Kyu Soo como Shin Ki Chul.
- Lee Byung Joon como Elegance Choi.
- Kim Min Hee como Lee Hyun Jung.
- Kim Dong Hyun como Kang Dong Yup.
- Ryu Sang Wook como Park Seung Jae.
- Lee Yeon Doo como Kang Yoon Jung.

Mercado
- Lee Kyung Jin como Yoon Eun Hee.
- Jung Jung Hee como Lee Kkeut Soon.
- Kwon Tae Won como Park Sa Jang.
- Hwang Eun Jung como 300 Millones.
- Ra Mi Ran como Velvet Lee
- Kil Yong Woo como Padre de Yu Jin.

Otros
- Kim Min Jwa como Ae Ran.
- Shin Ha Yun.
- Jung Woo como Ma Yi-san.

### Apariciones especiales
- Ahn Nae-sang como el padre de Lee Joon-hee (ep. #16).

## Audiencia
| Ep. # | Fecha de emisión    | Share        | Share       |
| Ep. # | Fecha de emisión    | TNmS Ratings | AGB Nielsen |
| ----- | ------------------- | ------------ | ----------- |
| 1     | 15 de abril de 2009 | 9.3 %        | 7.7 %       |
| 2     | 16 de abril de 2009 | 6.7 %        | 7.2 %       |
| 3     | 22 de abril de 2009 | 7.6 %        | 7.2 %       |
| 4     | 23 de abril de 2009 | 7.0 %        | 7.1 %       |
| 5     | 29 de abril de 2009 | 8.2 %        | 9.9 %       |
| 6     | 30 de abril de 2009 | 8.5 %        | 10.5 %      |
| 7     | 6 de mayo de 2009   | 10.2 %       | 10.4 %      |
| 8     | 7 de mayo de 2009   | 8.5 %        | 8.2 %       |
| 9     | 13 de mayo de 2009  | 7.9 %        | 8.5 %       |
| 10    | 14 de mayo de 2009] | 8.6 %        | 9.2 %       |
| 11    | 20 de mayo de 2009  | 8.6 %        | 8.9 %       |
| 12    | 21 de mayo de 2009  | 8.1 %        | 9.7 %       |
| 13    | 27 de mayo de 2009  | 8.3 %        | 8.9 %       |
| 14    | 28 de mayo de 2009  | 7.8 %        | 8.4 %       |
| 15    | 3 de junio de 2009  | 8.0 %        | 9.0 %       |
| 16    | 4 de junio de 2009  | 8.6 %        | 9.1 %       |

## Banda sonora
- Ock Joo Hyun - «Love One More Questions».
- Shin Seung Hoon - «I Think It's Someone Like».
- T-ara - «Good Person».
- Ock Joo Hyun - «Lover».
- Black Pearl - «Good Person» (ver. 2)
- Black Pearl - «Or I Like You».

## Emisión internacional
- Ecuador: Ecuador TV.
- Bolivia: Canal 4 RTP.
- Emiratos Árabes Unidos: MBC4 (2014).[5]
- Estados Unidos: Pasiones.[6]
- Filipinas: GMA Network (2011) y TeleAsia.
- Hong Kong: TVB (2009), TVB Jade (2010) y Drama Channel (2013).
- Japón: KNTV (2009) y TBS-TV.
- Perú: Panamericana.
- Tailandia: True Asian Series (2010) y Channel 9 (2010).
- Taiwán: Videoland Drama (2010).